# Diáspora griega
La diáspora griega (en griego: Απόδημος Ελληνισμός o Ελληνική διασπορά) es el término usado para designar a los griegos, o a las personas de origen griego que viven fuera de Grecia. El país de Grecia poseía un aproximado de 10 millones de habitantes al censo griego de 2011, sin embargo se estima que la diáspora contemporánea de helenos cuenta con un total de 7 millones de descendientes en una o varias generaciones de emigrantes o nacidos en el exterior. Entre la lista de países resalta el caso estadounidense, donde se contabilizan 3 millones de descendientes, aunque la diáspora también se distribuye entre otros países de la Angloesfera, Europa, Latinoamérica, Egipto y Sudáfrica. Entre las causas de la migración helena durante el siglo XX se debe considerar su situación desfavorable durante y posterior a la Segunda Guerra Mundial (1939-1945), la guerra civil griega (1946-1949), y en el caso de los greco-chipriotas, la Operación Atila en 1974.